# أليس لم تعد تعيش هنا (فلم)
أليس لم تعد تعيش هنا (بالإنجليزية: Alice Doesn't Live Here Anymore) هو فيلم دراما كوميدي تم إنتاجه في الولايات المتحدة وصدر في سنة 1974. الفيلم من إخراج المخرج مارتن سكورسيزي.

## طاقم التمثيل
- إلين بورستين
- ألفرد لوتر
- هارفي كيتل
- كريس كريستوفيرسن

### ترشيحات وجوائز
| السنة | الحدث | الفئة             | النتيجة |
| ----- | ----- | ----------------- | ------- |
|       |       | أوسكار أفضل ممثلة | فوز     |

## الميزانية والإيرادات
بلغت تكلفة إنتاج الفيلم حوالي 1.8 مليون دولار بينما حقق أرباحا تقدر بـ 21,044,810 دولار.

## وصلات خارجية
- مقالات تستعمل روابط فنية بلا صلة مع ويكي بيانات

1. ↑  "معلومات عن أليس لم تعد تعيش هنا (فيلم) على موقع movie.daum.net". movie.daum.net. مؤرشف من الأصل في 2021-07-20.
2. ↑  "معلومات عن أليس لم تعد تعيش هنا (فيلم) على موقع svenskfilmdatabas.se". svenskfilmdatabas.se. مؤرشف من الأصل في 2021-07-20.
3. ↑  "معلومات عن أليس لم تعد تعيش هنا (فيلم) على موقع larousse.fr". larousse.fr. مؤرشف من الأصل في 2021-07-20.